# معالجة باللقاح
معالجة باللقاح (بالإنجليزية: Vaccine therapy)‏ هي نوع من العلاج يُستخدم فيه مادة أو مجموعة من المواد لتحفيزِ الجهاز المناعي بهدف تدمير الورم أو الميكروبات المعدية مثل البكتيريا والفيروسات.